# 统一婆罗多

统一婆罗多涵盖的地域

统一婆罗多，或統一的印度，是用于表示统一的大印度的概念，其中包含有当代的阿富汗、孟加拉国、不丹、马尔代夫、印度、巴基斯坦、尼泊尔、缅甸、斯里兰卡和西藏。